# Стэнли, Стивен
Стивен М. Стэнли (англ. Steven M. Stanley, род. 2 ноября 1941, Огайо или Детройт, Мичиган) — американский палеонтолог и биолог-эволюционист из Университета штата Флорида. Он наиболее известен своими эмпирическими исследованиями, документирующими эволюционный процесс прерывистого равновесия в палеонтологической летописи.

## Биография
Стэнли получил степень доктора философии в Йельском университете в 1968 году. Большую часть своей карьеры он преподавал геологию в Университете Джонса Хопкинса (1969-2005). В 1977 году Стэнли был удостоен премии Чарльза Шухерта Палеонтологического общества, которая вручается «человеку в возрасте до 40 лет, чья работа отражает выдающиеся достижения и перспективы в науке палеонтологии». В 2007 году он был награждён медалью Палеонтологического общества, которая «присуждается человеку, чья выдающаяся деятельность основана на продвижении знаний в области палеонтологии». В 2006 году Стэнли был награждён медалью Мэри Кларк Томпсон Национальной академией наук, а в 2008 году — медалью Уильяма Х. Твенхофеля Обществом геологии осадочных пород.
В 1972 году Стэнли разработал гипотезу хищничества, чтобы объяснить эволюцию новшеств во время кембрийского взрыва. Стэнли предположил, что хищничество побуждает животных-жертв вырабатывать такие защитные механизмы, как панцири, быстрое плавание и рытьё нор. Эти стратегии также открыли новые пути эволюции посредством функциональных сдвигов. Твёрдые раковины позволяли фильтровать пищу, а рытьё глубоких нор позволяло животным получать новый доступ к пищевым ресурсам.
Стэнли выступал в качестве «личного редактора» нескольких статей в журнале PNAS о спорной ударной гипотезе позднего дриаса, начиная с оригинальной статьи 2007 года и продолжая работу даже после разоблачения недобросовестного поведения одного из ключевых авторов. Он признался репортёру Nature, что «это было очень спорно… Я считаю, что я должен помочь опубликовать этот материал». Гипотеза была полностью опровергнута в 2023 году.